# Pseudocannaboides
Pseudocannaboides, monotipski biljni rod trajnica iz porodice štitarki, smješten u tribus Heteromorpheae. Jedina vrsta je P. andringitrensis, madagaskarski endemi
Rod je opisan u Taxon 48: 742. 1999.

## Sinonimi
- Heteromorpha andringitrensis Humbert; Notul. Syst. (Paris) 15: 126 (1956)